# 福山沙織
福山 沙織（ふくやま さおり、9月6日 - ）は、日本のシンガーソングライター、声優。愛称は、おりちゃん、おりたろ、ORi、ORy、織など。Rush Style準所属。

## 略歴
専門学校時代からバンドを組んでいたが、解散後ソロのシンガーソングライターに転身する。
オリジナルとアニメのカバー曲をメインにしたライブ活動や、アーケードゲームや企業イメージソングなどの楽曲提供を行っている。
歌手活動と作曲活動という意味で“シンガーソングライター”ではなく“シンガー＆ソングライター”を自称している。
zepp tokyo／zepp diver cty tokyo等に出演、松澤由美、馬渡松子、JIMANGなどのLIVEにて共演。
2014年
天下一音楽会 Singer Girls Crrection vol.1 ファイナリストとしてZepp Tokyoのステージに立つ
同年　ニコニコ動画にて謎のシンガー「ありーな」として名前を伏せて活動
2015年
CDオーディション「DivA Effect Project」にてインターネット投票、審査員投票にの2枠で1位を獲得。
同年6月　Ponycanyon系列より同年6月17日にアルバムを発売し、オリコンデイリー40位、ウィークリー12位となる。
手売りで累計3000枚以上のCDを売り上げ、2015年12月には東名阪ツアーや、Ponycanyon本社でのワンマンライブも開催。
同6月　「ありーな」としての活動終了。最後に開催されたワンマンは生配信もされた
同年11月　自身初の定期主催ライブ 月刊福山沙織 を開始。季刊も含め以後3年にわたって続くイベントとなる。
2016年
若手声優イベント声珈琲への主題歌提供に伴い、この時期よりイベント主題歌の提供が増えてくる。
同年9月　原宿アストロホールでのワンマンライブとフルアルバム作成のために自身初のクラウドファウンディングを募り、開始5日で80万円の目標を達成。同ライブで自己最高となる353名を動員する。
2017年
月刊福山沙織終了
同年10月　『ROBOMASTERS THE ANIMATED SERIES』（ロボマスターズ ジ アニメイテッド シリーズ）EDテーマ担当。
同年11月　初の海外遠征（上海）
2018年
1年限定イベント 季刊福山沙織 を開催
同年　声優事務所Rush Styleの預かり所属となることを9月のワンマンライブで発表。
2019年
11月29日にアニメプロジェクト『神巫詞-KAMIUTA-』（かみうた）のヴォーカル担当の情報が発表され、制作の縁もあり同日に開催された三味線＆チェロユニット『3×4×S』（さしす）ワンマンイベントにてシークレットゲストとして歌唱。

## 人物
- 両親の影響でDREAMS COME TRUEや渡辺美里を好む。特にDREAMS COME TRUEは最も尊敬するアーティストと公言している。
- 母親も歌手であり幼少期から音楽に触れる機会は多く、母親の偉大さを知ったせいか、未だに母親との共演は胃が痛くなるほどのプレッシャーであるという。
- 作曲の動機は怒りであることが多く、その時に生まれた曲は自信作と自負している。
- 料理は苦手であり、自炊をする場合は比較的簡素な食事になりがち。得意料理は“エイリアン料理”（ささみを茹でると、エイリアンみたいになることから）
- 大事なことをすぐ誤字る。そして誤字が周りの人間に伝染する。
- 男性社会で活動してきたため、女性扱いされることに慣れておらず、「かわいい」などと褒められると照れて、最終的には怒る。

## 作品

### CD
| タイトル                        | 発売日 ※は廃盤  | 備考                                                                              |
| ------------------------------- | --------------- | --------------------------------------------------------------------------------- |
| 大切なもの                      | ※2006年12月26日 | 自主制作 発表時は「織」名義                                                       |
| 失恋SONGS                       | ※2007年         | 自主制作                                                                          |
| マブルスカイ                    | ※2010年1月16日  | 自主制作                                                                          |
| ORi                             | ※2011年9月6日   | 自主制作                                                                          |
| ORi2                            | ※2011年12月22日 | 自主制作                                                                          |
| ORi3                            | ※2012年11月22日 | 自主制作                                                                          |
| 逆境Revolution!                 | ※2015年4月26日  | 自主制作 M3にて販売 会場にてMundi renovatio、萱沼千穂らとスタンプラリーを開催した |
| 逆境Revolution!（リマスター版） | 2016年          | 自主制作 参加者を募ってコール部分を再録しオリジナル音源とミックスしたバージョン   |
| アシアトriot                    | 2016年9月6日    | 配信 クラウドファンディングによる初のフルアルバム オリジナルで唯一配信で購入可能  |
| VOICE                           | ※2016年11月2日  | 朗読劇「声珈琲Vol.7」主題歌 会場限定販売CD                                        |
| BEAM!!!                         | ※2017年3月17日  | 朗読劇「一年ちょっとのヒーロー」主題歌                                            |
| ガーネット                      | 2017年9月6日    | 自主制作                                                                          |
| Higher Maker                    | 2017年10月6日   | 配信 日中合同制作アニメ「ROBOMASTERS THE ANIMATED SERIES」ED                      |
| 電信戦隊バイバイレンジャー      | ※2018年4月30日  | 舞台「電信戦隊バイバイレンジャー」主題歌                                          |
| キミにまつわるエトセトラ        | ※2017年9月29日  | 朗読劇「声珈琲Vol.8」主題歌 会場限定販売CD                                        |
| BEAT THE RAIN                   | ※2018年6月1日   | 朗読劇「声珈琲Vol.9」主題歌 会場限定販売CD                                        |
| ここにいるんだってば！！        | 2018年9月16日   | 自主制作                                                                          |
| Anytime I liv U                 | ※2019年6月14日  | 朗読劇「声珈琲Vol.10」主題歌 CD付予約のみの販売                                   |

| アルバム                                                      | track | 収録曲                                                                         | 発売日 ※は廃盤  | レーベル             | 規格            | 備考 |
| ------------------------------------------------------------- | ----- | ------------------------------------------------------------------------------ | --------------- | -------------------- | --------------- | --- |
| ￼￼PATIO 3つのstory                                            | 1     | 太陽の街                                                                       | ※2007年         | Fine Music           | 自主制作        | 手売り以外にタワーレコード渋谷店での販売もしていた |
| シャウロン17                                                  | 6     | 残酷な天使のテーゼ                                                             | ※2009年8月29日  | Leex RECODS          | RGCD-0709       | 音楽プロデューサー、リー・シャウロンプロデュースのカバーアルバムに参加                                                                                |
| FAR EAST OF EAST III                                          | 5     | EVER Field                                                                     | ※2010年         | tatsh music circle   | TMCCD-007       | 東方project アレンジアルバム |
| FAR EAST OF EAST IV                                           | 6     | 悲しみならば 胸に抱いて                                                        | ※2010年         | tatsh music circle   | TMCCD-008       | 東方project アレンジアルバム |
| FAR EAST OF EAST V                                            | 3     | 酒掃薪水・お掃除嫌いなあなたへ                                                 | ※2011年         | tatsh music circle   | TMCCD-011       | 東方project アレンジアルバム |
| FAR EAST OF EAST VI                                           | 6     | 佐渡ノ寂しがり屋                                                               | ※2011年         | tatsh music circle   | TMCCD-012       | 東方project アレンジアルバム |
| FAR EAST OF EAST VI                                           | 9     | 孤独に耐えせし少女ノ祈リ                                                       | ※2011年         | tatsh music circle   | TMCCD-012       | 東方project アレンジアルバム |
|                                                               |       | 久遠の夜                                                                       | ※2011年7月14日  | wintersystem         | 配信            | PSPソフト「太鼓の達人ポータブルDX」収録 |
| ふわ(o・v・o)ＣＤ                                             | 11    | 告白                                                                           | ※2011年8月28日  |                      | FUWA0002        | |
| Winter System                                                 | 3     | 二人過ごしていたこの季節の中で…                                                | ※2012年12月30日 | tatsh music circle   | TMCCD-016       | |
| アキバズトリップ 1&2 サウンドストリップ                       | 1     | Plecious Sky ～僕でいられる場所～ (vocal Arrange Ver.)                         | 2015年4月22日   | CLARICE Disc         | CDGM-10028 1～3 | ゲーム「アキバズトリップ2」ED曲のボーカルアレンジに参加                                                                                               |
| DivA Effect Project                                           | 1     | 邪魔はさせない                                                                 | ※2015年6月17日  | PCI MUSIC            | LIVX-0005       | 奥井雅美 アニメ「スレイヤーズNEXT」 ED のカバー |
| DivA Effect Project                                           | 2     | 君の住む街まで                                                                 | ※2015年6月17日  | PCI MUSIC            | LIVX-0005       | 奥井雅美 アニメ「スレイヤーズNEXT」 ED のカバー |
| Top Secret Heroine                                            | 3     | リコリスの花言葉                                                               | ※2015年10月25日 |                      | 自主制作        | |
| VERSUS                                                        | 11    | 女帝 ～Empress~                                                                | 2015年          | Shearty Nut's Record |                 | SHEART/奇道ぱーぷる制作のCD 製品は廃盤 配信のみ購入可能                                                                                               |
| FAR EAST OF EAST XI                                           | 6     | ラピスディペルティメント                                                       | ※2015年         | tatsh music circle   | TMCCD-017       | 東方project アレンジアルバム |
| ヒカリノォト                                                  | 2     | 夜明け前のレゾナンス                                                           | ※2015年12月31日 |                      | 自主制作        | 松澤由美と共同名義 コミックマーケット C89にて販売 |
| WHY NOT SING?                                                 | 2     | 花火と夏の終わり                                                               | 2016年10月28日  | Gatling Tune         | GSCJ-6101       | RYINA、千花、環はるか、えむよん らと共に参加したボカロカバーアルバム                                                                                  |
| WHY NOT SING?                                                 | 3     | AISHITE...                                                                     | 2016年10月28日  | Gatling Tune         | GSCJ-6101       | RYINA、千花、環はるか、えむよん らと共に参加したボカロカバーアルバム                                                                                  |
| WHY NOT SING?                                                 | 8     | ga楽taハードワーカー                                                           | 2016年10月28日  | Gatling Tune         | GSCJ-6101       | RYINA、千花、環はるか、えむよん らと共に参加したボカロカバーアルバム                                                                                  |
| タイトルなし                                                  | 1     | Brand-New Our Song.                                                            | 2017年10月29日  |                      | 自主制作        | ジャッキー池田プロデュースの楽曲 共に作詞も担当 M3にて小塚あすかのCDと共に制作、販売された                                                            |
| タイトルなし                                                  | 2     | Fall in Love Fall                                                              | 2017年10月29日  |                      | 自主制作        | ジャッキー池田プロデュースの楽曲 共に作詞も担当 M3にて小塚あすかのCDと共に制作、販売された                                                            |
| Really Lifehack                                               | 1     | Really Lifehack                                                                | 2018年4月29日   |                      | 自主制作        | むらさきひろふみプロデュースの楽曲 M3にて発売された この以前にもむらさきひろふみ氏とのイベントにてデモ版も販売している                                |
| Really Lifehack                                               | 2     | Repeat Mistakes                                                                | 2018年4月29日   |                      | 自主制作        | むらさきひろふみプロデュースの楽曲 M3にて発売された この以前にもむらさきひろふみ氏とのイベントにてデモ版も販売している                                |
| 冬椿                                                          | 11    | Higher Maker                                                                   | 2018年2月7日    | EXIT TUNES           | QWCE-90014      | Xceon制作に関わる人で構成されたコンピレーションアルバム                                                                                               |
| 冬椿                                                          | 17    | Buttre-fly                                                                     | 2018年2月7日    | EXIT TUNES           | QWCE-90014      | Xceon制作に関わる人で構成されたコンピレーションアルバム                                                                                               |
| ふるこねくと! VOL.10                                          | 1     | Believe                                                                        | 2018年4月24日   |                      | 自主制作        | 同名のイベントのために制作された楽曲 本人は制作の担当なし                                                                                             |
| ロボマスターズ キャラソン＆ドラマCD                           | 11    | Higher Maker                                                                   | 2018年7月25日   |                      | DLAS-0001       | ロボマスターズ公式サウンドトラック Masters Appendは書き下ろしで作詞も担当                                                                             |
| ロボマスターズ キャラソン＆ドラマCD                           | 12    | Masters Append                                                                 | 2018年7月25日   |                      | DLAS-0001       | ロボマスターズ公式サウンドトラック Masters Appendは書き下ろしで作詞も担当                                                                             |
| 声優 Dream Show!! Vol.1                                       | 1     | ガーネット                                                                     | 2019年          | Amazon Records       | GPHR-18027      | 宮路一昭企画原案によるライブレコーディングショー 2018/12/19に開催され、その模様がAmazon Recordsからオンデマンド(CD-R)で発売された。後にハイレゾで配信 |
| 声優 Dream Show!! Vol.1                                       | 3     | シルシ (LiSAカバー)                                                            | 2019年          | Amazon Records       | GPHR-18027      | 宮路一昭企画原案によるライブレコーディングショー 2018/12/19に開催され、その模様がAmazon Recordsからオンデマンド(CD-R)で発売された。後にハイレゾで配信 |
| 声優 Dream Show!! Vol.1                                       | 4     | 逆境レボリューション                                                           | 2019年          | Amazon Records       | GPHR-18027      | 宮路一昭企画原案によるライブレコーディングショー 2018/12/19に開催され、その模様がAmazon Recordsからオンデマンド(CD-R)で発売された。後にハイレゾで配信 |
| 声優 Dream Show!! Vol.1                                       | 6     | もしもドリーマー「もしも、後輩の姉妹とクリスマスデートをしたら」(リーディング) | 2019年          | Amazon Records       | GPHR-18027      | 宮路一昭企画原案によるライブレコーディングショー 2018/12/19に開催され、その模様がAmazon Recordsからオンデマンド(CD-R)で発売された。後にハイレゾで配信 |
| 声優 Dream Show!! Vol.1                                       | 7     | 愛が止まらない (Winkカバー)                                                    | 2019年          | Amazon Records       | GPHR-18027      | 宮路一昭企画原案によるライブレコーディングショー 2018/12/19に開催され、その模様がAmazon Recordsからオンデマンド(CD-R)で発売された。後にハイレゾで配信 |
| 声優 Dream Show!! Vol.1                                       | 8     | MASK (奥井雅美/松村香澄カバー)                                                 | 2019年          | Amazon Records       | GPHR-18027      | 宮路一昭企画原案によるライブレコーディングショー 2018/12/19に開催され、その模様がAmazon Recordsからオンデマンド(CD-R)で発売された。後にハイレゾで配信 |
| 声優 Dream Show!! Vol.1                                       | 9     | ゆずれない願い(田村直美カバー)                                                 | 2019年          | Amazon Records       | GPHR-18027      | 宮路一昭企画原案によるライブレコーディングショー 2018/12/19に開催され、その模様がAmazon Recordsからオンデマンド(CD-R)で発売された。後にハイレゾで配信 |
| 声優 Dream Show!! Vol.1                                       | 10    | DREAM SHOW                                                                     | 2019年          | Amazon Records       | GPHR-18027      | 宮路一昭企画原案によるライブレコーディングショー 2018/12/19に開催され、その模様がAmazon Recordsからオンデマンド(CD-R)で発売された。後にハイレゾで配信 |
| 100% Orange Juice - Character Song Pack: Ultimate Weapon Girl | 1     | Ultimate Weapon Girl                                                           | 2019年6月25日   | Fruitbat Factory     | 配信            | ゲーム"100% Orange Juice!"のキャラクターソング "シャム"の声を担当 ゲーム購入前提としてSteamから購入可能                                               |
| 100% Orange Juice - Character Song Pack: Ultimate Weapon Girl | 3     | Ultimate Weapon Girl (Sham version)                                            | 2019年6月25日   | Fruitbat Factory     | 配信            | ゲーム"100% Orange Juice!"のキャラクターソング "シャム"の声を担当 ゲーム購入前提としてSteamから購入可能                                               |

| 曲名                    | アーティスト                     | 発売日           | 規格       | 担当                   | 備考                                                                                               |
| ----------------------- | -------------------------------- | ---------------- | ---------- | ---------------------- | -------------------------------------------------------------------------------------------------- |
| はなまる LOVE 注入 !    |                                  | 未発表           |            | 詞曲                   | |
| pinky dream             | ぴんきっしゅ                     | 未発表           |            | 詞曲                   | 秋葉原 Pinky Cafe イメージソング                                                                   |
| ぱらだいす☆らびりんす   | mellow                           | 未発表           |            | 詞曲                   | 秋葉原 夜宴迷宮 イメージソング                                                                     |
| symbol of smile         |                                  | 未発表           |            | 詞曲                   | イベントテーマソング                                                                               |
| Go straight!            | 小林正典                         | 未発表           |            | 詞曲                   | |
| sugar suger love        | 柊かなえ（現・優月心菜）         |                  |            | 詞曲                   | 福山沙織2014年生誕イベント時に発表された                                                           |
| Sleeping Beauty & Beast | 小林正典                         | 未発表           |            | 詞曲                   | 福山沙織2014年生誕イベント時に発表された                                                           |
| season goes by          | 優月心菜                         | 2015年5月30日    | AECA-1001  | 曲                     | ボイスドラマCD「めぐる季節のなかで」（夏秋編/春冬編）主題歌                                        |
| Cortice                 | Mundi renovatio                  | 2015年12月       |            | 曲                     | 福山沙織2014年生誕イベント時に発表された 作詞はメンバーの潤 ボーナストラックのトークに福山沙織出演 |
| Bright Effect           | DivA Effect Project              | 2015年（未発表） |            | 詞曲                   | |
| キミにラバソン          | おりゆり（福山沙織＆小林友里花） | 2016年9月3日     |            | 詞曲                   | 自主制作 YURiKAデビュー前最後の曲 CDにはライブ音源が収録されており、オリジナル音源は存在しない     |
| ラブチェイサー          | DOLCA                            |                  |            | 詞                     | |
| ヒカレルミライ          | 和田昌之 長久友紀                | 2016年12月29日   | QRAG-99    | 詞曲                   | 文化放送超!A&G+『和田昌之と長久友紀のWADAX Radio』OP ボーナストラックのトークに福山沙織出演        |
| Go We Are!              | 和田昌之 長久友紀                | 2016年12月29日   | QRAG-99    | 詞曲                   | 文化放送超!A&G+『和田昌之と長久友紀のWADAX Radio』ED                                               |
| Happy Station           |                                  | 2017年6月10日    |            | 詞曲                   | 若手女性声優イベント「はぴ・すて～Happy Station～」テーマソング                                    |
| Syaring only you        | 高野麻里佳                       | 2017年8月19日    | QWCE-00647 | 詞                     | TVアニメ「異世界はスマートフォンとともに。」八重キャラクターソング 作曲はStarving Trancer          |
| 水想花                  | Rita                             | 2017年9月29日    |            | 曲                     | PC、PS Vita「セヴンデイズ あなたとすごす七日間」OP                                                 |
| super nova              | un:c                             | 2017年10月6日    |            | 詞                     | 配信 日中合同制作アニメ「ROBOMASTERS THE ANIMATED SERIES」OP                                       |
| 夏の花火と深海魚        | 優月心菜                         | 2017年11月19日   |            | 曲                     | |
| 呼吸                    | 優月心菜                         | 2017年11月19日   | 詞曲       | 福山沙織の楽曲をカバー | |
| Happy Source            | 田上敏嗣                         | 2018年4月15日    |            | 曲                     | 田上敏嗣自主制作 作詞は田上敏嗣 福山沙織2014年生誕イベント時に発表された                           |
| KIro                    | 高井舞香                         | 2018年10月7日    |            | 曲                     | |
| Believe                 | 玉岡マサノブ                     | 2019年           |            | 詞曲                   | 玉岡マサノブ自主制作                                                                               |

| 曲名          | 発売日                  |                                                         |
| ------------- | ----------------------- | ------------------------------------------------------- |
| Wing Hope     |                         | 東京シェアハウス 企業PV主題歌                           |
| Wing Hope     | 朗読劇「声珈琲Vol.6」OP |                                                         |
| Tokyo Skytree |                         | 会社イメージPV                                          |
| A HAPPY SONG  |                         | 会社イメージPV                                          |
| lost dream    | 2017年9月29日           | PC、PS Vita「セヴンデイズ あなたとすごす七日間」ED      |
| Higher Maker  | 2017年10月6日           | 日中合同制作アニメ「ROBOMASTERS THE ANIMATED SERIES」ED |

### DVD
| タイトル                     | 発売日 ※は廃盤 | 備考 |
| ---------------------------- | -------------- | --- |
| アコースティックプチワンマン | ※2017年        | 月刊福山沙織18号での弾き語りパートとガーネット(MV)を収録 弾き語りパート収録曲 1. No Live(s) No Life 2. A HAPPY SONG 3. wing hope 4. 紫陽花 5. コンペイトウ 6. Altair 7. エンドロール 8. 幸せのカケラを見つけましょう 9. 逆境Revolution! |

## 出演

### テレビ番組
- 東京オーディション（仮）（2015年　MX）
- アイ発（2018年　チバテレビ）

### 劇場アニメ
- BanG Dream! FILM LIVE（2019年、観客）

### デジタルコミック
- 見える子ちゃん（2019年[8]）

### 広告
- KENWOOD
- opt3